# Índice de Breteau
Índice de Breteau é um valor numérico que define a quantidade de insetos em fase de desenvolvimento encontrados nas habitações humanas pela quantidade de total vistoriada. É utilizado no Brasil para a determinação de infestação do mosquito da dengue.